# Bertus van Mook

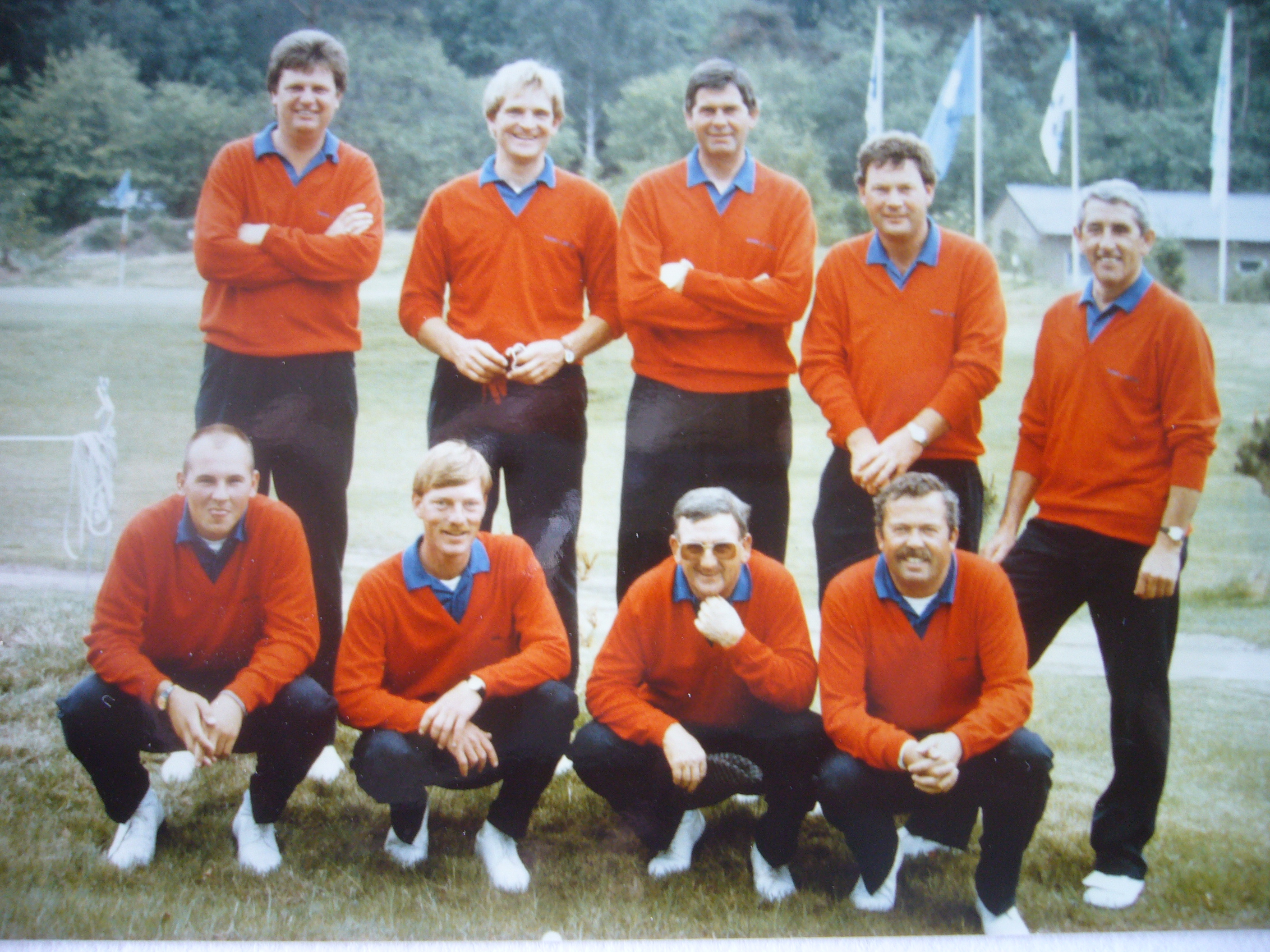
Interland 1990 - Dick Decker, Willem Swart, Tom O'Mahoney, Wilfred Lemmens, Henk Stevens, Guido Loning, Cees Borst, Bertus (met zonnebril) en Cees Renders

Bertus van Mook (bij Breda, 7 december 1935) is een Nederlandse golfleraar.
Van Mook begon als caddie op golfclub Toxandria en werd daar in 1963 assistent-trainer onder Jan Ottevanger. Hier bleef hij tot 1966. Vervolgens ging hij naar Wittem, waar hij André van Pinxten opvolgde. In 1974 werd hij golfleraar bij Golf & Countryclub Geijsteren. Hier gaf hij les tot zijn pensioen.
Van Mook werd achtmaal Nederlands kampioen. Ook speelde hij 9 maal de world cup. Regelmatig speelde hij in het Nederlandse team op de Interland Holland - België. In 1993 won hij het Senior Profkampioenschap op Golfclub de Dommel.